# Rediff.com
Rediff.com India ist ein indisches Unternehmen mit Firmensitz in Mumbai, wo es auch im Jahre 1996 gegründet wurde. Rediff hat neben seinem Hauptsitz in Mumbai auch Büros in Neu-Delhi und New York City, Vereinigte Staaten.
Rediff bietet seinen Kunden ein Portal für allgemeine Nachrichten, Informationen, Unterhaltung und Shopping. Laut dem Alexa-Rating ist Rediff.com die Nummer eins der Webportale Indiens.
Rediff hat mehr als 250 Angestellte (Stand: 2004) und bietet auch der indisch-amerikanischen Gemeinschaft eine der größten und ältesten indischen Wochenzeitungen an, India Abroad, welche sie 2001 erwarb. 